# Portulaca somalica
Portulaca somalica är en portlakväxtart som beskrevs av Nicholas Edward Brown. Portulaca somalica ingår i släktet portlaker, och familjen portlakväxter. Inga underarter finns listade i Catalogue of Life.